# Membranipora falsitenuis
Membranipora falsitenuis är en mossdjursart som beskrevs av Liu 1992. Membranipora falsitenuis ingår i släktet Membranipora och familjen Membraniporidae. Inga underarter finns listade i Catalogue of Life.